# Wiesbadener Kreuz
Das Wiesbadener Kreuz ist ein Autobahnkreuz in Hessen, das sich im Rhein-Main-Gebiet befindet. Hier kreuzen sich die A 3 (Oberhausen – Frankfurt am Main – Passau) und die A 66 (Wiesbaden – Fulda).

## Geographie
Das Kreuz liegt auf dem Gebiet der Stadt Hochheim, in der Nähe des Hofheimer Stadtteils Wallau. Die umliegenden Städte und Gemeinden sind Hofheim, Flörsheim und Wiesbaden. Das Kreuz befindet sich etwa 20 km westlich von Frankfurt und etwa 10 km östlich von Wiesbaden.
Es ist auf einem Höhenrücken gelegen, der für die A 66 den Scheitelpunkt zwischen Wiesbaden und Frankfurt darstellt, während er für die A 3 nur eine kleine erste Rampe im Taunusvorland auf dem Weg über die Taunushöhen bedeutet.
Das Wiesbadener Kreuz trägt auf der A 3 die Nummer 47, auf der A 66 die Nummer 9.

## Geschichte
Den Status Autobahnkreuz hat das Wiesbadener Kreuz seit 1965, als die Bundesstraße 54 zur Autobahn hochgestuft wurde, der heutigen A 66. Gleichwohl war dieses Kreuzungsbauwerk schon vorher von besonderer Bedeutung für die Baugeschichte der A 3. Vor dem Krieg war die B 54 in Verbindung mit der B 40 als Kraftverkehrsstraße eine relativ leistungsfähige Schnellverbindung zwischen Wiesbaden und Frankfurt. Der Anschluss der geplanten Reichsautobahn von Köln zum Frankfurter Kreuz an diese Straße war Ausgangspunkt für die Bauarbeiten im südlichen Abschnitt Richtung Norden. Mithin gehört das Wiesbadener Kreuz zu den ältesten Bauwerken der A 3 südlich von Köln.
Für die Autobahnbrücke wurde die Reichsstraße tiefergelegt und das Niveau des Höhenrückens wurde zur Anlage der einzelnen Verbindungskurven großflächig abgetragen. Den Bauarbeiten an dem Kreuzungsbauwerk musste der Wandersmann weichen, ein Sandsteinobelisk, der aber ganz in der Nähe an der Reichsstraße neu errichtet wurde. Am 23. September 1939 wurde das Wiesbadener Kreuz als Anschlussstelle Wiesbaden dem Verkehr übergeben und war anfangs wegen des Denkmals auch unter dem Namen Wandersmann bekannt. Zu diesem Zeitpunkt war der Autobahnabschnitt von hier bis zur Anschlussstelle Limburg-Nord fertiggestellt. Als am 15. Juni 1940 das letzte Teilstück bis Köln fertiggestellt war, rollte der gesamte Fernverkehr zwischen dem Kölner Raum samt Ruhrgebiet und dem Rhein-Main-Gebiet über dieses Bauwerk. Da die Bauarbeiten am letzten Teilstück bis zum Frankfurter Kreuz kriegsbedingt eingestellt werden mussten, wurde der Fernverkehr zur Umgehung der Lücke jahrelang über die Reichsstraßen 54 und 40 zur Anschlussstelle Frankfurt-Nord der Reichsautobahn Hamburg-Frankfurt geleitet.
Nach dem Krieg wurden im Juni 1950 die Bauarbeiten an der Autobahn Richtung Süden wieder aufgenommen. Mit der Fertigstellung des 3,5 km langen Abschnittes bis Weilbach im Jahr 1951 war die Anschlussstelle Wiesbaden erstmals als Wiesbadener Kreuz mit Verkehrsfluss in alle vier Richtungen anzusprechen. Ab 1954 begann der autobahnähnliche (vierstreifige) Ausbau der B 54 zum Rhein-Main-Schnellweg. Somit war von da an baulich kein wesentlicher Unterschied zwischen dem Wiesbadener Kreuz und einem Autobahnkreuz mehr erkennbar. Mit der Eröffnung des Frankfurter Kreuzes am 10. Juli 1956 konnte die Umleitung des von und nach Süden fließenden Verkehrs über die B 54 und die B 40 aufgehoben werden, was besonders für die Anbindung des Flughafens Frankfurt an den Fernverkehr von Bedeutung war.

## Planungen
Im April 2011 begann ein Planfeststellungsverfahren zum Umbau des Wiesbadener Kreuzes. Im Rahmen der Neugestaltung ist eine Abkehr von der Kleeblattform vorgesehen. Um dem gewachsenen Verkehrsaufkommen durch den Berufsverkehrs zwischen Wiesbaden und Frankfurt am Main gerecht zu werden, werden bei den beiden Überleitungen von der A 3 auf die A 66 für den Verkehr aus Richtung Köln nach Frankfurt und für den Verkehr aus Richtung Frankfurter Flughafen nach Wiesbaden die bisherigen rechtsdrehenden 270-Grad-Kleeblattschleifen aufgegeben. Stattdessen werden nach einer von der Hessischen Straßen- und Verkehrsverwaltung entwickelten Variante zwei im Nordosten des Kreuzes gebündelt trassierte linksdrehende halbdirekte Verbindungsbögen die Hauptfahrbahnen überqueren. Die Verbindungsrampen der Relationen zwischen Wiesbaden und Würzburg sowie zwischen Köln und Frankfurt sollen dabei zweistreifig geführt werden. Die geplante Variante sei hinsichtlich der Verkehrssicherheit, Umweltverträglichkeit und Wirtschaftlichkeit die beste Lösung. Der veröffentlichte Lageplan für das Projekt scheint eine erneute Umsetzung des Wandersmann-Denkmals zu erfordern. Ein konkreter Zeitrahmen für den Beginn der Baumaßnahmen ist allerdings noch nicht bekannt (Stand April 2011).

## Ausbauzustand
Das Kreuz wurde in Kleeblattform, ähnlich dem Frankfurter Kreuz vor seinem Umbau, gebaut. A3 wie auch A66 weisen im Kreuz jeweils 2 Fahrstreifen und eine einstreifige Parallelfahrbahn pro Richtung auf. Alle Rampen sind einstreifig.

## Verkehrsaufkommen
Das Kreuz ist nach dem Frankfurter Kreuz und dem Offenbacher Kreuz der meistbefahrene Straßenknotenpunkt Hessens mit etwa 210.000 Fahrzeugen pro Tag.
| Von                              | Nach                   | Durchschnittliche tägliche Verkehrsstärke | Durchschnittliche tägliche Verkehrsstärke | Durchschnittliche tägliche Verkehrsstärke | Anteil Schwerlastverkehr | Anteil Schwerlastverkehr | Anteil Schwerlastverkehr |
| Von                              | Nach                   | 2005                                      | 2010                                      | 2015                                      | 2005                     | 2010                     | 2015                     |
| -------------------------------- | ---------------------- | ----------------------------------------- | ----------------------------------------- | ----------------------------------------- | ------------------------ | ------------------------ | ------------------------ |
| AS Wiesbaden/Niedernhausen (A 3) | Wiesbadener Kreuz      | 094.500                                   | 096.800                                   | 104.500                                   | 13,3 %                   | 14,0 %                   | 13,3 %                   |
| Wiesbadener Kreuz                | AS Raunheim (A 3)      | 094.800                                   | 098.900                                   | 101.700                                   | 12,9 %                   | 13,6 %                   | 14,0 %                   |
| AS Wallau (A 66)                 | Wiesbadener Kreuz      | 103.800                                   | 111.200                                   | 117.300                                   | 05,2 %                   | 06,0 %                   | 05,0 %                   |
| Wiesbadener Kreuz                | AS Diedenbergen (A 66) | 069.600                                   | 073.200                                   | 098.800                                   | 05,7 %                   | 05,5 %                   | 05,0 %                   |